# 테시
테시(Täsch)는 스위스 발레주의 피스프구에 있는 자치체이다. 체르마트에서 북쪽으로 약 5km 떨어진 곳에 있다. 현지 언어는 스위스 독일어이다.

## 역사
테시는 1302년에 Tech로 처음 언급되었다. 라틴어로 이곳은 Pera로 알려졌다.

## 지리

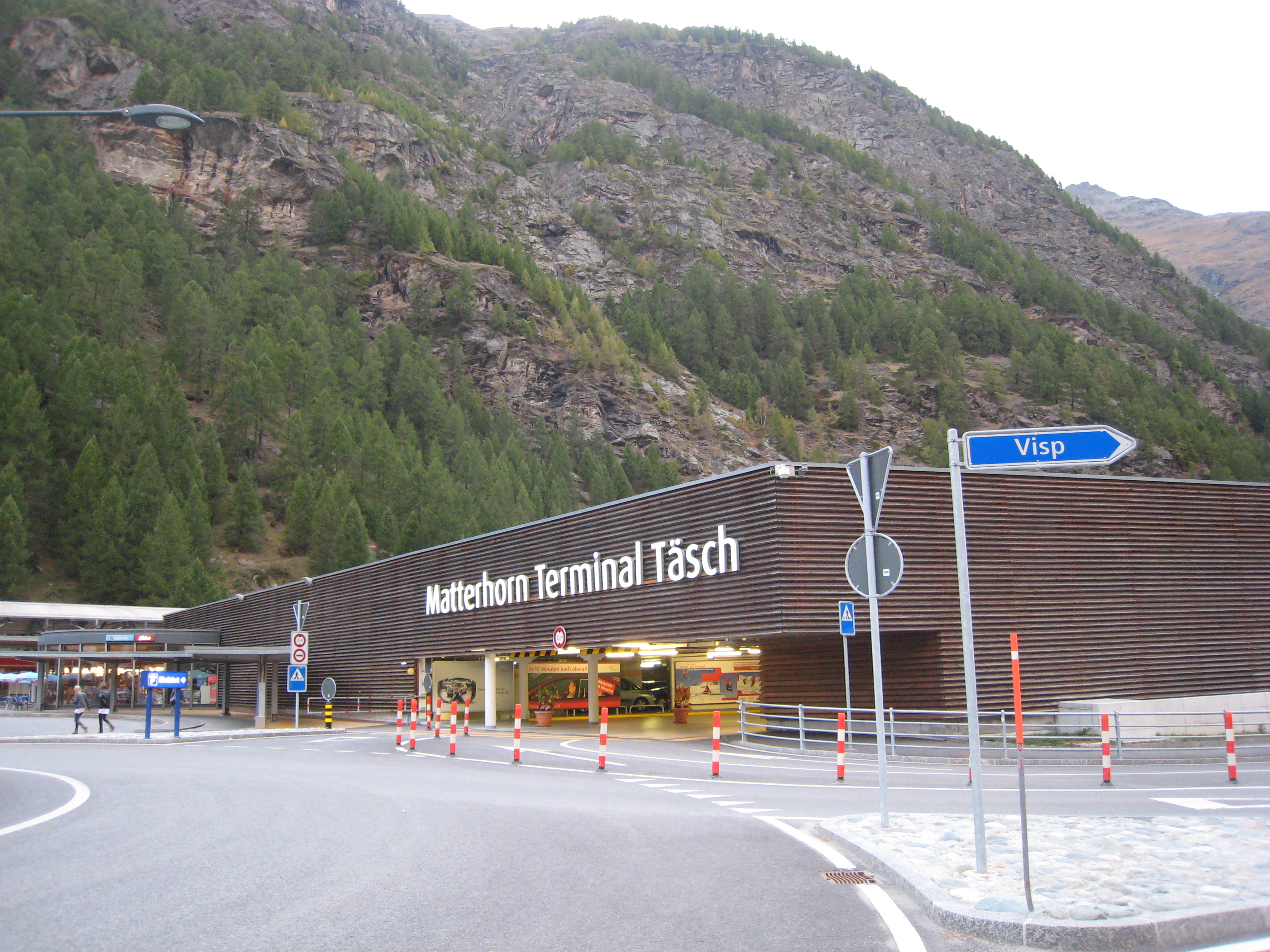
차 없는 마을인 체르마트와 마터호른으로 가는 주요 방법은 테시에 있는 마터호른역을 통해서이다.

테시의 면적은 2011년 기준으로 58.7k㎡이다. 이 지역의 11.7%는 농업용으로 사용되며 9.3%는 산림이다. 나머지 토지 중 0.9%는 정착지(건물 또는 도로)이고 78.1%는 불모지이다.
시정촌은 몬테로사, 돔 및 바이스호른과 같은 알프스의 거의 모든 봉우리를 포함하는 마터탈 계곡의 피스프구에 있다. 해발 4,490m 높이의 테시호른은 마을 바로 위에 있다. 테시 마을과 체르메트옌 및 테시베르크의 작은 마을, 테시알프 하이킹 지역으로 구성되어 있다.

## 인구통계

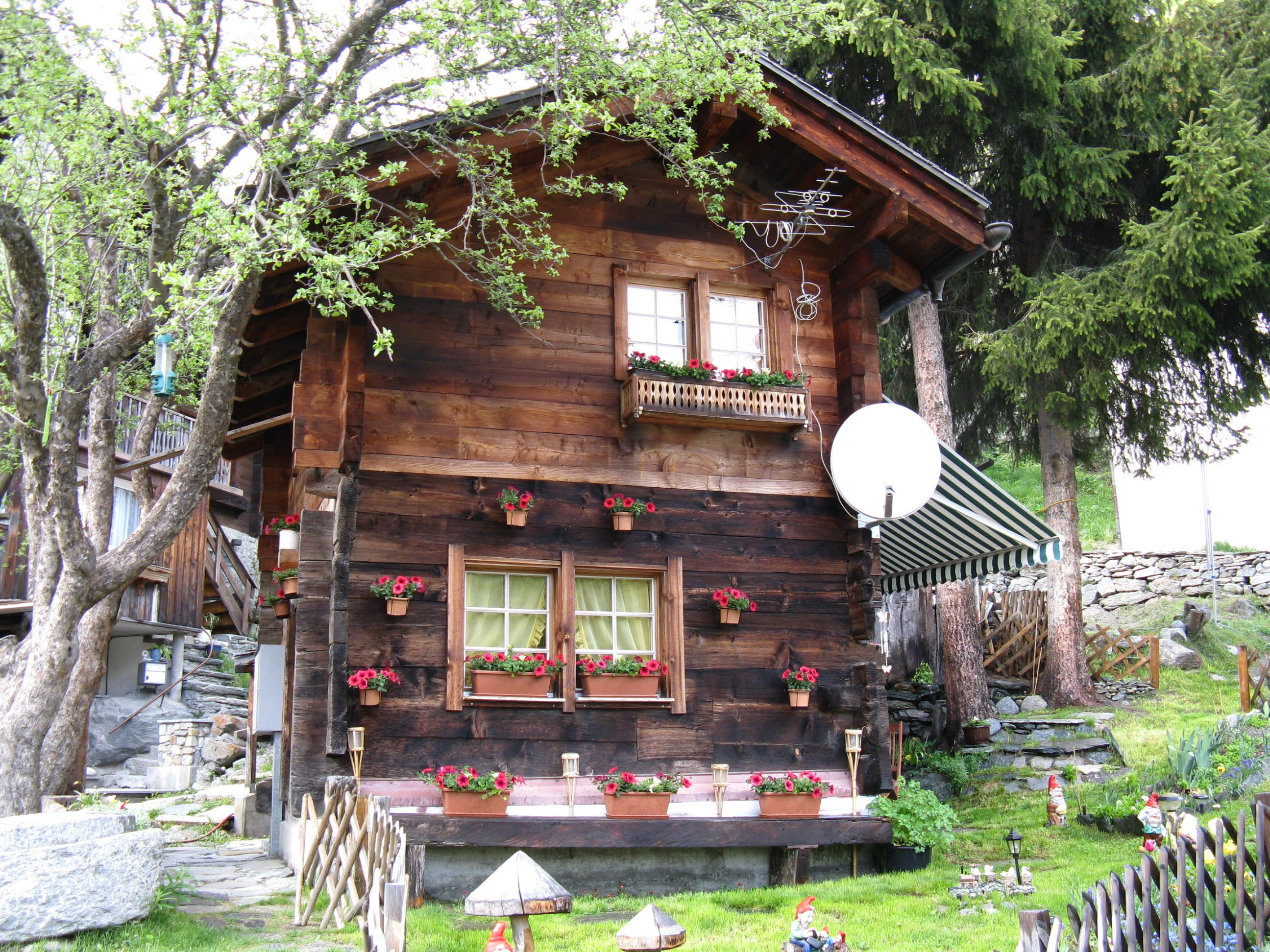
테시의 주택

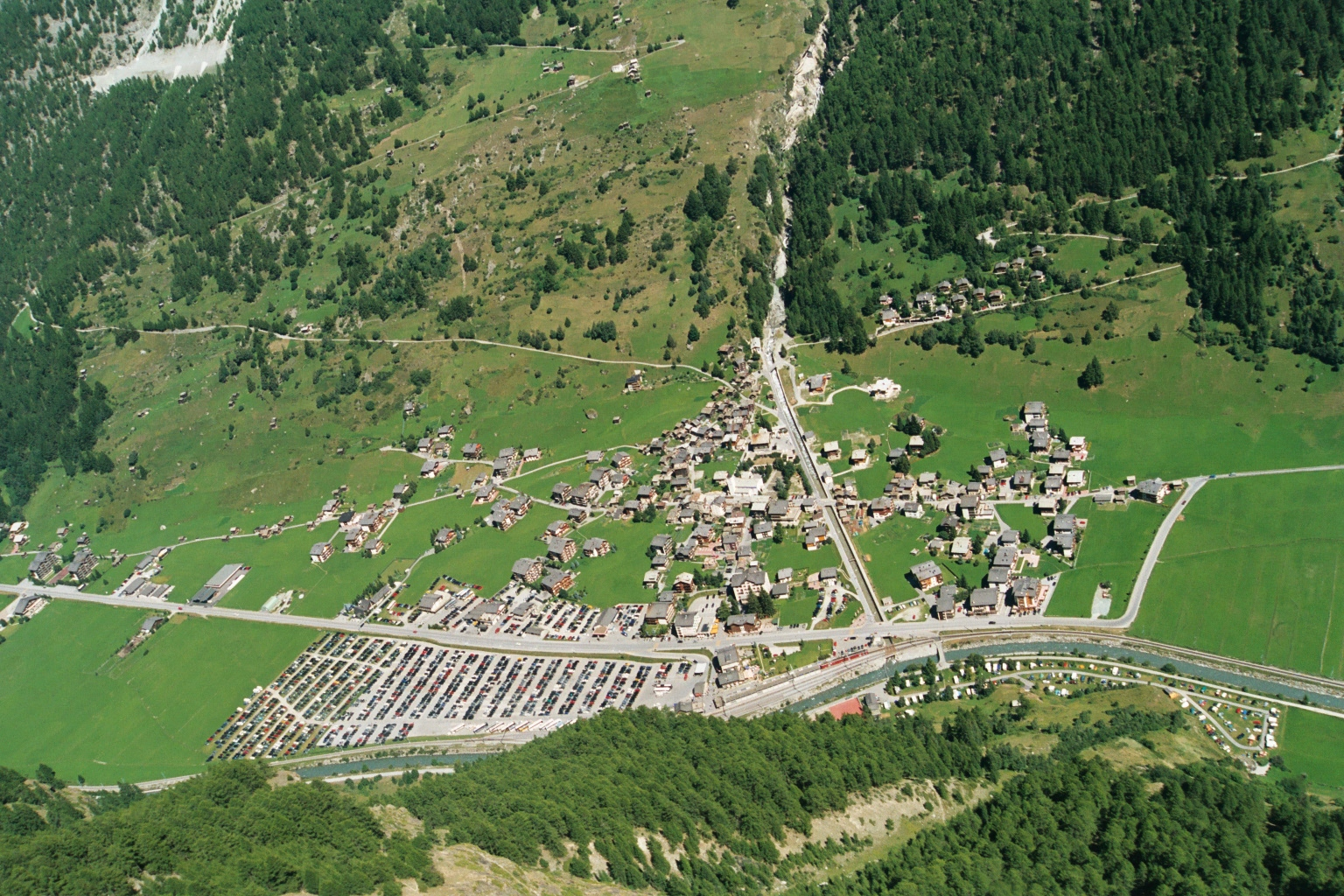
테시 마을, 마터호른역 주차장이 왼쪽에 보인다.

2020년 12월 기준, 테시의 인구는 1,345명이다. 2008년을 기준으로 인구의 45.8%가 거주 외국인이다. 2000년부터 2010년까지 인구는 27.6%의 비율로 변화했다. 이주로 인해 21%의 비율로, 출생과 사망으로 인해 4.7%의 비율로 변경되었다.
2000년 기준, 인구 대부분인 710명(85.4%)이 독일어를 모국어로 사용하고, 세르보-크로아티아어가 36명(4.3%)으로 두 번째로 많이 사용하고, 포르투갈어가 32명(3.9%)으로 세 번째로 사용된다. 프랑스어를 할 줄 아는 사람이 7명, 이탈리아어를 할 줄 아는 사람이 7명, 로만슈어를 할 줄 아는 사람이 1명 있다.
2008년 기준으로 인구는 남성 51.0%, 여성 49.0%이다. 인구는 282명의 스위스 남성(26.1%)과 270명(25.0%)의 비스위스계 남성으로 구성되었다. 스위스 여성은 283명(26.2%), 비 스위스 여성은 247명(22.8%)이었다. 지자체의 인구 중 435명(약 52.3%)이 테시에서 태어나 2000년에 그곳에서 살았다. 같은 주에서 태어난 137명(16.5%)이 있었고, 49명(5.9%)은 스위스 타지에서 태어났다. 197명(23.7%)이 스위스 외부에서 태어났다.
2000년 기준으로 아동·청소년(0~19세)이 26.1%, 성인(20~64세)이 63.4%, 노인(64세 이상)이 10.5%를 차지하고 있다.
2000년 기준으로 시정촌에는 미혼이거나 독신인 사람이 393명 있다. 기혼자는 368명, 미망인은 40명, 이혼한 사람은 30명이었다.
2000년 기준으로 시정촌에는 310세대의 개인가구가 있고, 가구당 평균 2.6명이 살고 있다.  1인 가구는 83가구, 5인 이상 가구는 22가구였다. 2000 년에는 총 288세대(전체의 51.7%)가 상설 임대되었으며, 258세대(46.3%)가 계절적으로 임대되었으며 11개(2.0%)가 비어 있었다. 2009년 기준 신규주택 건설률은 인구 1000명당 16.6세대이다.
역사적 인구는 다음 차트에 나와 있다.

### 종교
2000년 인구 조사에 따르면 709명(85.3%)이 로마 가톨릭 신자이고, 18명(2.2%)이 스위스 개혁 교회에 속해 있다. 나머지 인구 중 정교회 교인은 8명(0.96%), 크리스찬 가톨릭 교회 교인은 2명(0.24%), 다른 기독교 교회에 속한 10명(약 1.20%)이 있었다. 이슬람교는 50명(6.02%), 불교가 2명 있었다. 16명(1.93%)은 교회에 속하지 않고, 불가지론자 또는 무신론자이다. 그리고 21명의 개인(약 2.53%)이 질문에 대답하지 않았다.

## 정치
2007년 연방 선거에서 가장 인기 있는 정당은 53.42%의 득표율을 기록한 CVP였다. 다음으로 가장 인기 있는 세 정당은 SVP (25.74%), SP (18.84%), 녹색당 (0.9%)이었다. 이번 연방 총선에서는 총 229표가 나왔고, 투표율은 48.9%였다.
2009년 국무원 선거에서 총 229표가 투표되었으며, 그중 15표(약 6.6%)가 무효였다. 유권자의 참여율은 48.1%로 주 평균인 54.67%에 크게 못 미쳤다. 2007년 스위스 상원 선거에서 총 229표가 투표되었으며, 그중 5표(약 2.2%)가 무효였다. 유권자 참여율은 49.3%로 주 평균인 59.88%보다 훨씬 낮은 수치다.

## 경제

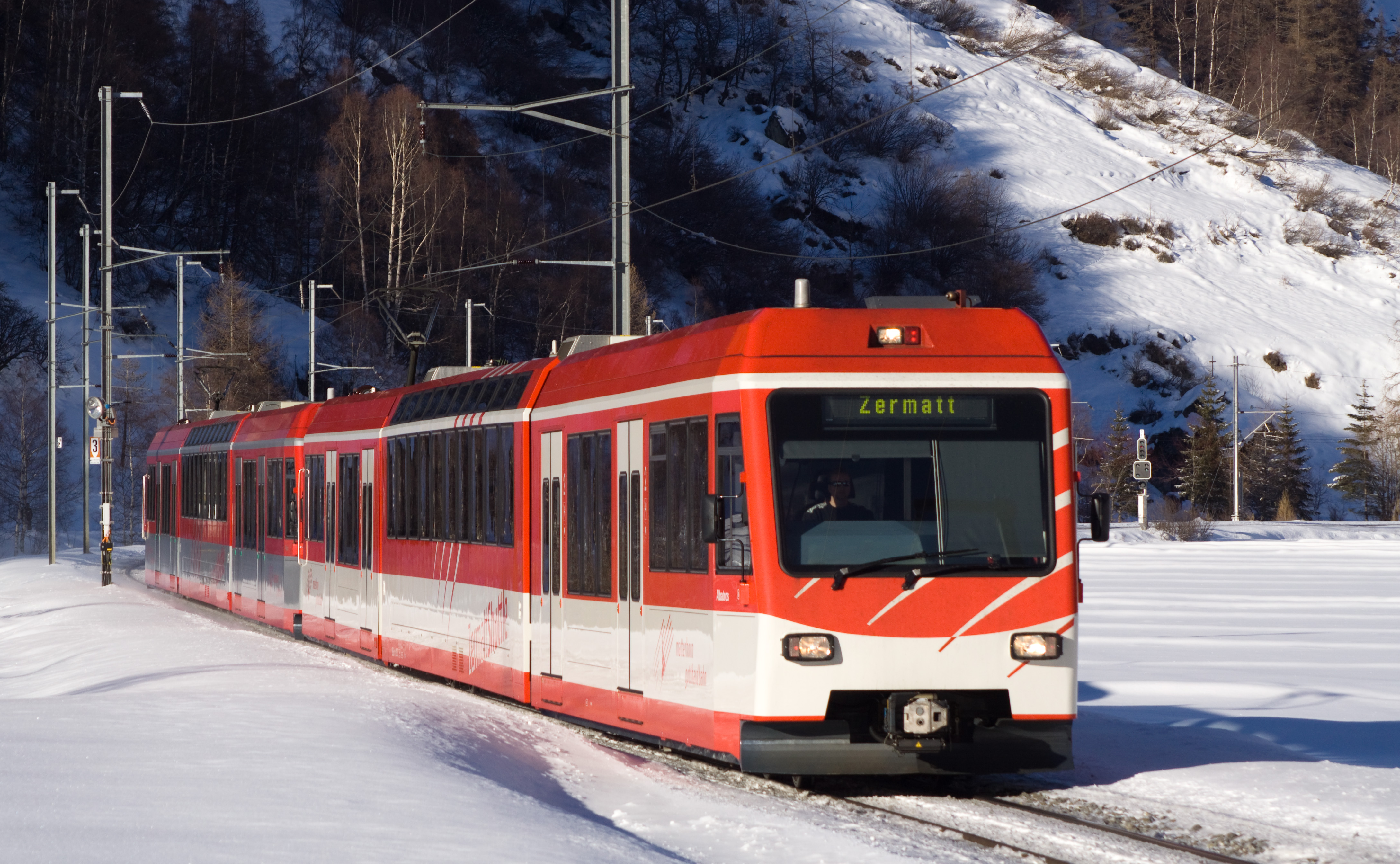
체르마트 열차. 테시의 경제 대부분은 관광에 기반을 두고 있다.

2010년 현재 테시의 실업률은 6.2%이다. 2008년 기준으로 1차 경제 부문에 13명이 고용되어 있고, 이 부문에 약 8개 기업이 참여하고 있다. 18명이 2차 부문에 고용되었고, 이 부문에 5개의 기업이 있었다. 214명이 3차 부문에 고용되어 있으며, 이 부문에는 35개의 기업이 있다. 시정촌 주민이 449명으로 일정 정도 고용되었으며, 그중 여성이 전체 노동력의 41.6%를 차지하였다.
2008년에 정규직에 상응하는 총 일자리 수는 198개였다. 1차 부문의 일자리 수는 5개였으며 모두 농업에 있었다. 2차 부문의 일자리 수는 17개로 그중 5개(29.4%)가 제조업, 12개(70.6%)가 건설업이었다. 3차 부문의 일자리 수는 176개였다. 3차 부문의 경우 22개(12.5%)는 도소매 또는 자동차 수리업, 48개(27.3%)는 상품의 이동 및 보관, 71개(40.3%는 호텔 또는 레스토랑, 1은 정보 산업, 2개(1.1%)는 보험 또는 금융 산업, 1%는 기술 전문가 또는 과학자, 5% 또는 2.8%는 교육 분야, 22% 또는 12.5%는 의료 분야였다.
2000년 기준으로 시정촌으로 출퇴근하는 근로자는 39명, 출퇴근자는 315명이었다. 지자체는 근로자의 순수출 지자체로, 1명이 전입할 때 약 8.1명의 근로자가 지자체를 전출하고 있다. 근로 인구의 49.4%가 대중교통을 이용하여 출퇴근하고, 26.9%가 자가용을 이용하였다.

## 교육
테시에서는 인구의 약 255명(30.7%)이 필수가 아닌 고등 교육을 이수했으며 41명(4.9%)이 추가 고등 교육( 대학 또는 응용학문대학)을 이수했다. 고등 교육을 마친 41명 중 56.1%가 스위스 남성, 22.0%가 스위스 여성, 12.2%가 비 스위스 남성이었다.
2000년 현재 테시에는 다른 지자체에서 온 학생이 1명 있었고 31명의 주민이 지자체 외부 학교에 다녔다.

## 교통
체르마트는 계곡 끝자락에 있는 차가 없는 마을이므로 유일한 연결 수단은 테시역에서 자주 운행하는 기차 셔틀뿐이다. 자동차 운전자는 테시에 차를 주차하고, 기차로 체르마트까지 계속 이동할 수 있다.